# Regina nemzetközi repülőtér
A Regina nemzetközi repülőtér (IATA: YQR, ICAO: CYQR) Kanada egyik nemzetközi repülőtere, amely Regina közelében található. Éves utasforgalma 764 128 fő (2022).

## Futópályák
A repülőtér futópályái:
- 08/26 (1890 m, aszfalt)
- 13/31 (2408 m, aszfalt)

## Forgalom
Az utasforgalom az elmúlt években az alábbi módon változott:
| Utasok száma | 755 152 | 725 358 | 871 416 | 1 005 270 | 1 120 134 | 1 227 224 | 1 255 957 | 1 219 311 | 147 772 | 764 128 |
|              | 2001    | 2003    | 2006    | 2008      | 2010      | 2013      | 2015      | 2017      | 2020    | 2022    |